# Henrik I av Holstein

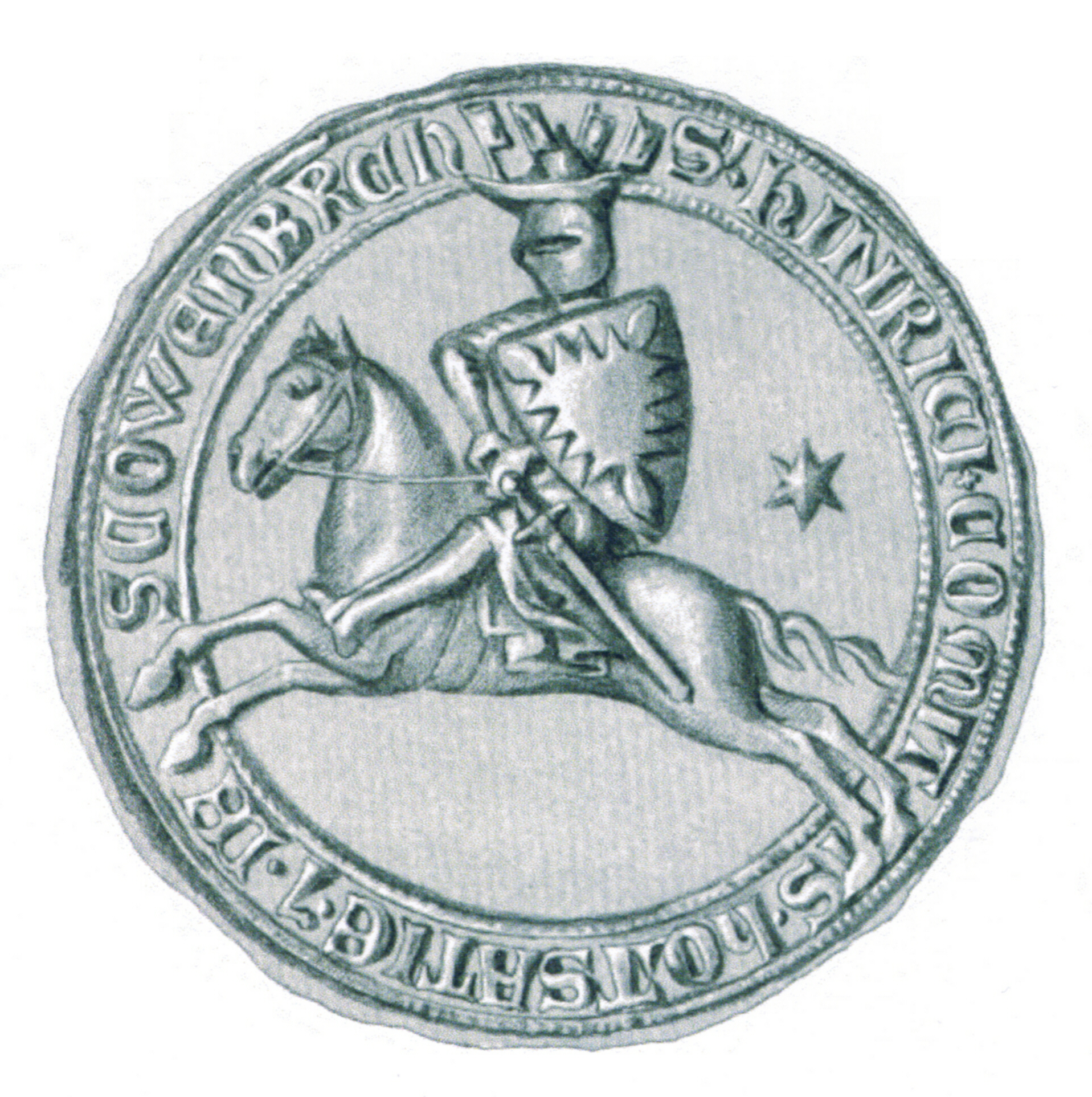
Henrik I:s sigill.

Greve Henrik I av Holstein, född omkring 1258, död 5 augusti 1304, begravd i Itzehoe, greve av Holstein-Rendsburg 1290-1304. Son till greve Gerhard I av Holstein (död 1290) och Elisabet av Mecklenburg (död 1280).
Henrik gifte sig 1289 med Hedvig av Bronkhorst (död efter 1310). Paret fick följande barn:
1. Gerhard III av Holstein (1290/1293-1340), greve av Holstein och hertig av Schleswig
2. Adelheid av Holstein (omkring 1296-1349/1350), gift 1. med hertig Erik II av Schleswig (död 1325), gift 2. med greve Dietrich V av Honstein (död 1379) - Adelheid och Erik var föräldrar till kung Valdemar III av Danmark
3. Elisabet av Holstein (omkring 1300-före 1340), gift 1. med hertig Johan II av Sachsen-Lauenburg (död 1322), gift 2. med danske prinsen och medkungen Erik Kristoffersson (stupad 1332)
4. Giselbert von Schauenburg (död 1343/1344), domkyrkopräst i Lübeck, Bremen och Schwerin
5. Ermengard av Holstein (död efter 1329), gift med greve Otto av Hoya (död 1324)